# Milan Stanković
Milan Stanković (n. 9 septembrie 1987, Obrenovac, RS Serbia, RSF Iugoslavia) este un cântăreț din Serbia. El a participat la finala selecției naționale a reprezentantului Serbiei la Eurovision 2010 și a ieșit pe primul loc. Ca rezultat, el a reprezentat statul său la concurs cu piesa „Ovo je Balkan”.